# Żyła wielka mózgu

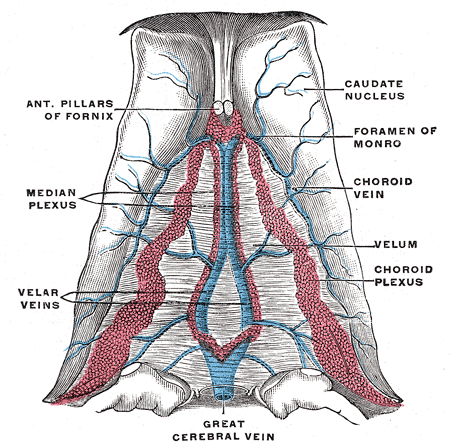
Rycina przedstawiająca relacje anatomiczne splotu naczyniówkowego i żyły Galena.

Żyła wielka mózgu, żyła Galena (łac. vena cerebri magna, vena Galeni, vena magna Galenus, ang. great cerebral vein, vein of Galen) – w anatomii człowieka jedno z naczyń żylnych odprowadzających krew żylną z obszaru unaczynienia mózgowia. Żyła wielka mózgu otrzymuje krew z żył wewnętrznych mózgu i odprowadza ją do zatoki prostej. 
Nazwa eponimiczna upamiętnia Galena – rzymskiego lekarza.
Nieprawidłowości rozwoju żyły wielkiej mózgu określane są zbiorczą nazwą malformacji żyły Galena.